# Вільховецька сільська територіальна громада
Вільховецька сільська територіальна громада — територіальна громада в Україні, в Тячівському районі Закарпатської області. Адміністративний центр — село Вільхівці.
Площа громади — 76,77 км², населення — 12 473 мешканці (2020).
Утворена 26 серпня 2015 року шляхом об'єднання Вільховецької, Вільховецько-Лазівської та Добрянської сільських рад Тячівського району.

## Населені пункти
У складі громади 6 сіл:
- Вільхівці
- Вільхівці-Лази
- Вільхівчик
- Добрянське
- Ракове
- Сасово